# Clormagaluminita
La clormagaluminita és un mineral de la classe dels carbonats que pertany al grup de la quintinita. El seu nom fa referència a la seva composició: clor, magnesi i alumini.

## Característiques
La clormagaluminita és un carbonat de fórmula química Mg₄Al₂(OH)₁₂Cl₂·3H₂O. Cristal·litza en el sistema hexagonal en forma de cristalls hexagonals bipiramidals més grans que 1 mm agrupats en agregats. La seva duresa a l'escala de Mohs és d'1,5 a 2,5.
Segons la classificació de Nickel-Strunz, la clormagaluminita pertany a «05.DA: Carbonats amb anions addicionals, amb H₂O, amb cations de mida mitjana» juntament amb els següents minerals: dypingita, hidromagnesita, giorgiosita, widgiemoolthalita, artinita, indigirita, clorartinita, otwayita, zaratita, kambaldaïta, cal·laghanita, claraïta, hidroscarbroïta, scarbroïta, caresita, quintinita, charmarita, stichtita-2H, brugnatel·lita, hidrotalcita-2H, piroaurita-2H, zaccagnaïta, comblainita, desautelsita, hidrotalcita, piroaurita, reevesita, stichtita i takovita.

## Formació i jaciments
La clormagaluminita es forma en skarns de menes de ferro en conductes d'explosió. Va ser descoberta al conducte Kapaevskaya, al riu Angarà (óblast d'Irkutsk, Districte Federal de Sibèria, Rússia). També ha estat descrita a mina de ferro Korshunovskoye, a Zheleznogorsk (Óblast d'Irkutsk) i a la pedrete Podrette, al mont Saint-Hilaire, a Montérégie (Quebec, Canadà).
Sol trobar-se associada a altres minerals com: magnetita i clorita magnèsica.